# 토코피야
토코피야(스페인어: Tocopilla)는 칠레 안토파가스타 주에 위치한 도시이자 코무나로 토코피야 현의 현도이며 면적은 4,038.8km2, 높이는 154m, 인구는 24,247명(2012년 기준)이다. 도시가 설립된 시기는 1843년이다.